# فرد ارنتز
فرد ارنتز (انگلیسی: Fred Erentz؛ مارس ۱۸۷۰ – ۶ آوریل ۱۹۳۸) یک بازیکن فوتبال اهل اسکاتلند بود.

## باشگاهی
از باشگاه‌هایی که در آن بازی کرده‌است می‌توان به باشگاه فوتبال منچستر یونایتد اشاره کرد.